# Rotationnel du rotationnel
Dans le cadre de l'analyse vectorielle, on peut être amené à calculer le rotationnel d'un rotationnel.

## Formule classique en espace plan
La formule classique pour un vecteur A quelconque est :
{\displaystyle {\boldsymbol {\nabla }}\wedge ({\boldsymbol {\nabla }}\wedge {\boldsymbol {A}})={\boldsymbol {\nabla }}({\boldsymbol {\nabla }}\cdot {\boldsymbol {A}})-\Delta {\boldsymbol {A}},}
la seconde partie de l'expression faisant intervenir l'opérateur laplacien vectoriel.

### Démonstration
La démonstration de cette formule se fait par évaluation directe de l'opérateur rotationnel appliqué deux fois. Ainsi, en coordonnées cartésiennes, les composantes du rotationnel d'un vecteur A quelconque s'écrivent :
{\displaystyle {\boldsymbol {\nabla }}\wedge {\boldsymbol {A}}=\left({\begin{array}{c}\partial _{y}A^{z}-\partial _{z}A^{y}\\\partial _{z}A^{x}-\partial _{x}A^{z}\\\partial _{x}A^{y}-\partial _{y}A^{x}\end{array}}\right)}.
En appliquant le rotationnel une seconde fois, il vient
{\displaystyle {\boldsymbol {\nabla }}\wedge ({\boldsymbol {\nabla }}\wedge {\boldsymbol {A}})=\left({\begin{array}{c}\partial _{y}(\partial _{x}A^{y}-\partial _{y}A^{x})-\partial _{z}(\partial _{z}A^{x}-\partial _{x}A^{z})\\\partial _{z}(\partial _{y}A^{z}-\partial _{z}A^{y})-\partial _{x}(\partial _{x}A^{y}-\partial _{y}A^{x})\\\partial _{x}(\partial _{z}A^{x}-\partial _{x}A^{z})-\partial _{y}(\partial _{y}A^{z}-\partial _{z}A^{y})\end{array}}\right)}.
En regroupant les termes, on obtient
{\displaystyle {\boldsymbol {\nabla }}\wedge ({\boldsymbol {\nabla }}\wedge {\boldsymbol {A}})=\left({\begin{array}{c}-\partial _{yy}A^{x}-\partial _{zz}A^{x}+\partial _{xy}A^{y}+\partial _{xz}A^{z}\\-\partial _{xx}A^{y}-\partial _{zz}A^{y}+\partial _{yz}A^{z}+\partial _{yx}A^{x}\\-\partial _{xx}A^{z}-\partial _{yy}A^{z}+\partial _{zx}A^{x}+\partial _{zy}A^{y}\end{array}}\right)}.
Dans chacune des composantes i, les termes négatifs correspondent à deux des composantes du laplacien de Ai, auxquelles il manque la dérivée seconde de Ai par rapport à la ie composante. Ainsi, on a
{\displaystyle {\boldsymbol {\nabla }}\wedge ({\boldsymbol {\nabla }}\wedge {\boldsymbol {A}})=\left({\begin{array}{c}-\Delta A^{x}+\partial _{xx}A^{x}+\partial _{xy}A^{y}+\partial _{xz}A^{z}\\-\Delta A^{y}+\partial _{yy}A^{y}+\partial _{yz}A^{z}+\partial _{yx}A^{x}\\-\Delta A^{z}+\partial _{zz}A^{z}+\partial _{zx}A^{x}+\partial _{zy}A^{y}\end{array}}\right)}.
Outre le terme en laplacien, tous les autres termes de la composante i font intervenir une dérivée seconde qui chaque fois contient au moins une dérivée par rapport à la ie composante. Par ailleurs, le terme dont on prend la dérivée par rapport à cette ie coordonnée est toujours le même, et correspond à la divergence de A. On obtient donc comme annoncé
{\displaystyle {\boldsymbol {\nabla }}\wedge ({\boldsymbol {\nabla }}\wedge {\boldsymbol {A}})={\boldsymbol {\nabla }}({\boldsymbol {\nabla }}\cdot {\boldsymbol {A}})-\Delta {\boldsymbol {A}}.}

### Une autre démonstration
On peut directement exprimer les composantes d'un rotationnel, de façon formelle, à l'aide du symbole de Levi-Civita ε:
{\displaystyle ({\boldsymbol {\nabla }}\wedge {\boldsymbol {A}})^{i}=\varepsilon _{ijk}\partial _{j}A^{k}},
en utilisant la convention d'Einstein, c'est-à-dire la sommation implicite sur tous les indices se répétant deux fois d'un côté de l'équation (en l'occurrence ici les indices j et k à droite).
Le double rotationnel est ainsi
{\displaystyle ({\boldsymbol {\nabla }}\wedge ({\boldsymbol {\nabla }}\wedge {\boldsymbol {A}}))^{i}=\epsilon _{ijk}\partial _{j}(\epsilon _{klm}\partial _{l}A^{m})}.
On utilise ensuite une relation connue sur le produit de deux symboles de Levi-Civita faisant intervenir le symbole de Kronecker δ, soit
{\displaystyle \varepsilon _{ijk}\varepsilon _{imn}=\delta _{jm}\delta _{kn}-\delta _{jn}\delta _{km}}.
Avec les propriétés d'antisymétrie de ces symboles, on obtient ici
{\displaystyle \varepsilon _{ijk}\varepsilon _{klm}=\delta _{il}\delta _{jm}-\delta _{im}\delta _{jl}},
ce qui donne
{\displaystyle ({\boldsymbol {\nabla }}\wedge ({\boldsymbol {\nabla }}\wedge {\boldsymbol {A}}))^{i}=(\delta _{il}\delta _{jm}-\delta _{im}\delta _{jl})\partial _{jl}A^{m}},
expression que l'on peut simplifier en
{\displaystyle ({\boldsymbol {\nabla }}\wedge ({\boldsymbol {\nabla }}\wedge {\boldsymbol {A}}))^{i}=\partial _{mi}A^{m}-\partial _{jj}A^{i}}.
Le premier terme correspond comme attendu du gradient de la divergence de A et le second au laplacien scalaire de ses composantes, d'où à nouveau la formule
{\displaystyle {\boldsymbol {\nabla }}\wedge ({\boldsymbol {\nabla }}\wedge {\boldsymbol {A}})={\boldsymbol {\nabla }}({\boldsymbol {\nabla }}\cdot {\boldsymbol {A}})-\Delta {\boldsymbol {A}}.}

## Formule en espace courbe
La formule classique peut être adaptée à un espace doté d'une métrique quelconque. Dans ce cas, la forme connaît des modifications issues du fait que les dérivées partielles {\displaystyle \partial } doivent être remplacées par des dérivées covariantes que l'on notera ici D, et que celles-ci ne commutent pas. Dans ce cas, en reprenant la seconde démonstration ci-dessus, on obtient, pour des vecteurs:
{\displaystyle ({\boldsymbol {\nabla }}\wedge ({\boldsymbol {\nabla }}\wedge {\boldsymbol {A}}))^{i}=D_{mi}A^{m}-D^{j}D_{j}A^{i}.}
Le second terme du membre de droite correspond au laplacien vectoriel, mais le premier ne correspond pas au gradient de la divergence, car l'ordre des dérivées covariantes est inversé. En utilisant la formule de commutation des dérivées covariantes en fonction du tenseur de Riemann Rijkl, on obtient
{\displaystyle (D_{i}D_{j}-D_{j}D_{i})A^{k}=R_{\;lij}^{k}A^{l}},
ce qui donne en contractant les indices i et k,
{\displaystyle (D_{k}D_{j}-D_{j}D_{k})A^{k}=R_{lkj}^{k}A^{l}=R_{lj}A^{l}},
où Rlj représente le tenseur de Ricci.
En utilisant cette formule, on obtient
{\displaystyle ({\boldsymbol {\nabla }}\wedge ({\boldsymbol {\nabla }}\wedge {\boldsymbol {A}}))^{i}=D_{im}A^{m}-D^{j}D_{j}A^{i}+R_{ik}A^{k}.}

## Applications en physique
Le rotationnel du rotationnel intervient quand on étudie les solutions dans le vide des équations de Maxwell. Ces équations s'écrivent, dans le vide,
{\displaystyle {\boldsymbol {\nabla }}\cdot {\boldsymbol {E}}=0},
{\displaystyle {\boldsymbol {\nabla }}\cdot {\boldsymbol {B}}=0},
{\displaystyle {\boldsymbol {\nabla }}\wedge {\boldsymbol {E}}=-{\frac {\partial {\boldsymbol {B}}}{\partial t}}},
{\displaystyle {\boldsymbol {\nabla }}\wedge {\boldsymbol {B}}={\frac {1}{c^{2}}}{\frac {\partial {\boldsymbol {E}}}{\partial t}}},
avec les notations usuelles E pour le champ électrique, B pour le champ magnétique et c pour la vitesse de la lumière.
Pour résoudre une telle équation, on peut par exemple prendre la dérivée temporelle de la troisième et le rotationnel de la quatrième. Il vient alors
{\displaystyle {\boldsymbol {\nabla }}\wedge {\frac {\partial {\boldsymbol {E}}}{\partial t}}=-{\frac {\partial ^{2}{\boldsymbol {B}}}{\partial t^{2}}}},
{\displaystyle {\boldsymbol {\nabla }}\wedge ({\boldsymbol {\nabla }}\wedge {\boldsymbol {B}})={\frac {1}{c^{2}}}{\boldsymbol {\nabla }}\wedge {\frac {\partial {\boldsymbol {E}}}{\partial t}}}.
La combinaison des deux donne alors immédiatement
{\displaystyle {\boldsymbol {\nabla }}\wedge ({\boldsymbol {\nabla }}\wedge {\boldsymbol {B}})=-{\frac {1}{c^{2}}}{\frac {\partial ^{2}{\boldsymbol {B}}}{\partial t^{2}}}},
En utilisant la formule du rotationnel du rotationnel, on trouve
{\displaystyle {\boldsymbol {\nabla }}({\boldsymbol {\nabla }}\cdot {\boldsymbol {B}})-\Delta {\boldsymbol {B}}=-{\frac {1}{c^{2}}}{\frac {\partial ^{2}{\boldsymbol {B}}}{\partial t^{2}}}}.
Comme par ailleurs la divergence du champ magnétique B est identiquement nulle, il reste
{\displaystyle \left({\frac {1}{c^{2}}}{\frac {\partial ^{2}}{\partial t^{2}}}-\Delta \right){\boldsymbol {B}}={\boldsymbol {0}}}.
Les solutions non triviales à ces équations sont les ondes électromagnétiques se propageant (ici dans le vide) à la vitesse c.

## Liens
- Identités vectorielles

## Note
1. ↑  Dans ce cas de figure, il faut préciser si l'opérateur agit sur des vecteurs covariants ou contravariants, c'est-à-dire sur des vecteurs ordinaires ou des formes linéaires